# Viciria polysticta
Viciria polysticta là một loài nhện trong họ Salticidae.
Loài này thuộc chi Viciria. Viciria polysticta được Eugène Simon miêu tả năm 1902.